# Pleuraphodius vespuccii
Pleuraphodius vespuccii är en skalbaggsart som beskrevs av Rudolph Petrovitz 1972. Pleuraphodius vespuccii ingår i släktet Pleuraphodius och familjen Aphodiidae. Inga underarter finns listade i Catalogue of Life.